# Cengkareng
Cengkareng è un sottodistretto (in indonesiano: kecamatan) di Giacarta Occidentale, che a sua volta è una suddivisione di Giacarta, la capitale dell'Indonesia.

## Suddivisioni
Il sottodistretto è suddiviso in sei villaggi amministrativi (in indonesiano: kelurahan):
- Kedaung Kali Angke
- Kapuk
- Cengkareng Barat
- Cengkareng Timur
- Rawa Buaya
- Duri Kosambi